# Darbo

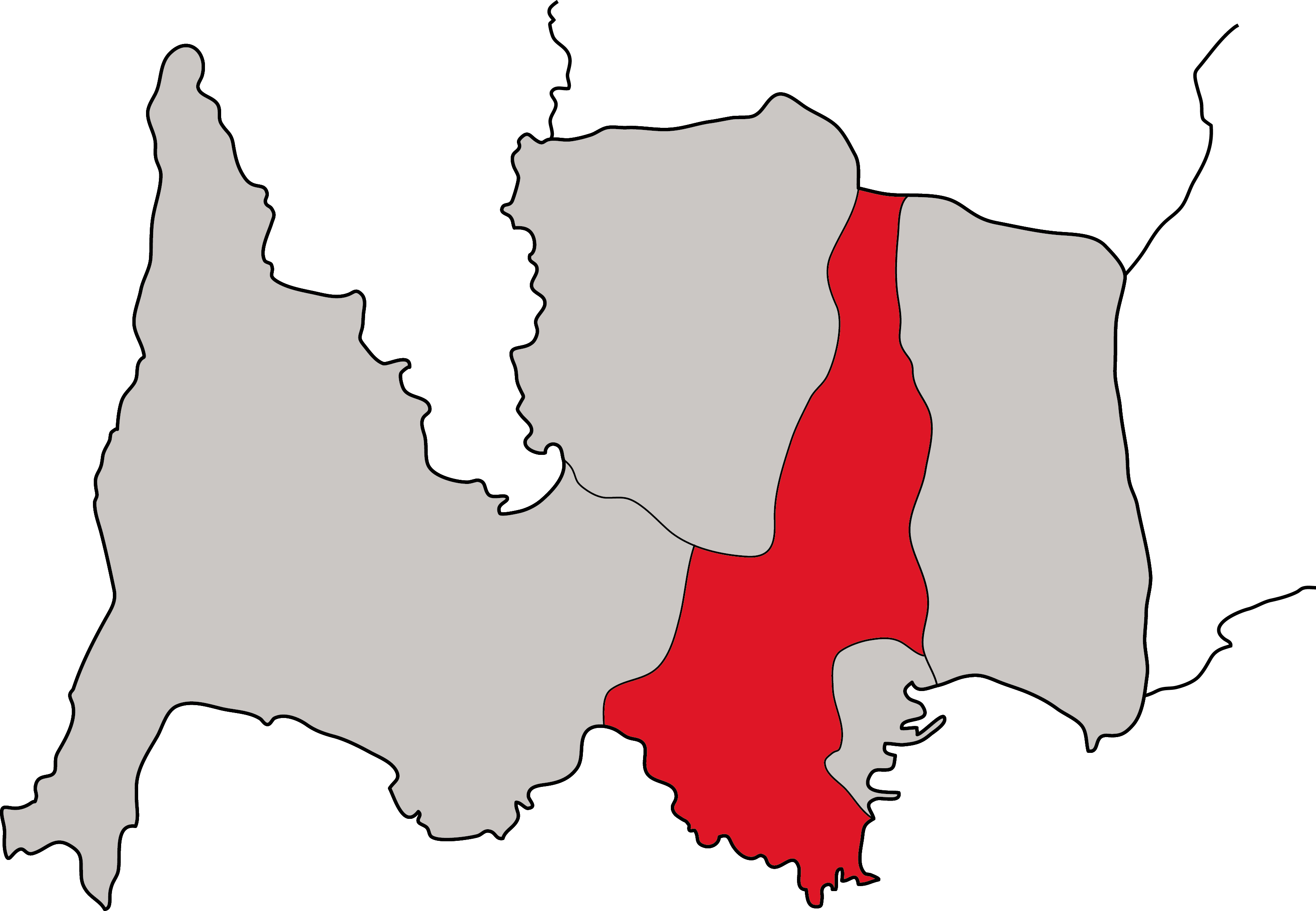
Situació de Darbo dins del municipi de Cangas.

Santa María de Darbo és una parròquia del municipi gallec de Cangas, a la província de Pontevedra.
Limita al nord amb el municipi de Bueu, a l'oest amb la parròquia d'O Hío, al sud amb la ria de Vigo i a l'est amb les parròquies de Coiro i Cangas.
Tenia l'any 2015 una població de 7.407 habitants agrupats en 15 entitats de població: Balea, As Barreiras, O Castelo, Cima de Vila, Cunchido, A Madalena, Ourelo, O Piñeiro, San Pedro, San Roque do Monte, Santa Marta, O Seixo, A Serra de Nacente, A Serra de Poente i Ximeu.